# ایتک ایر
ایتک ایر (Itak Air) یک شرکت هواپیمایی زیر نظر ایرلاین ایران آسمان در کشور قرقیزستان بود. که با یک فروند هواپیما بویینگ 737 با شماره سریال (EP 6895) برای ایرلاین ایران اسمان فعالیت انجام میدادند.
در 20 اگوست 2008 پرواز شماره 6895 از مبدا بیشکک به تهران بود که بعد از تیک اف در نزدیکی شهر بیشکک سقوط کند و 58 کشته به جای میگذارد.
ودر اخر این ایر لاین برشکسته شده است.